# IC 4809
IC 4809 — галактика типу D (карликова галактика) у сузір'ї Павич.
Цей об'єкт міститься в оригінальній редакції індексного каталогу.